# میرک (بیجار)
میرک، روستایی از توابع بخش مرکزی شهرستان بیجار در استان کردستان ایران است.

## جمعیت
این روستا در دهستان خورخوره قرار دارد و براساس سرشماری مرکز آمار ایران در سال ۱۳۸۵، جمعیت آن ۶۴ نفر (۱۶خانوار) بوده‌است.

## گردشگری
آرامگاه سیدمسیب میرک پذیرای زائران در مراسم مذهبی گوناگون در سال است.